# Marná opatrnost
Marná opatrnost (francouzsky La Fille mal gardée, přeloženo jako Špatně hlídaná dcera) je komický balet, který sahá až do 18. století. Jde o nejstarší klasický balet, vytvořený francouzským choreografem Jeanem Daubervalem, který se udržel na repertoáru velkých baletních souborů, byť v jiné hudební a choreografické podobě. Premiéru měl 1. července 1789 v Grand Théâtre v Bordeaux. Hudba nebyla speciálně složena pro tento balet, Dauberval použil francouzské lidové melodie.

## Osoby
- Lise, mladá dívka
- Colin, její milý
- Marcelina, Lisina matka, bohatá selka (roli obvykle  paroduje muž)
- Michaud, bohatý mlynář
- Nicaise, jeho syn
- zahradník
- hospodyně
- domácí učitelka
- notář

## Historie vzniku a inscenační historie
Klasický francouzský balet Marná opatrnost („La Fille mal gardée") byl uveden prvně v roce 1789 na Velkém divadle v Bordeaux a neztratil léty nic na svém půvabu. Prošel nejrůznějšími podobami – od populárních lidových popěvků („Balet o slámě“) až k hudbě L.F.Hérolda („Špatně hlídaná dcera“, 1827) a samozřejmě i nejrůznějšími choreografiemi. Tato komediální hříčka patří k nejstarším dějovým baletům vůbec a je považována za jeden z nejatraktivnějších baletů uváděných na všech světových scénách.
Na vzniku baletu La Fille mal gardée a jeho dlouhém životě mají podíl dvě osobnosti: Jean Georges Noverre, baletní reformátor a hlasatel nového pojetí baletu o velkých lidských emocích - ballet d'action, a jeho žák Jean Dauberval, autor.
Zpočátku se podle verze J. Daubervala jména postav poněkud lišila od pozdějších vydání. Hlavní postavy se tedy nejmenovaly Lise a Colin, ale Lison a Colas. A novodobá Marcellina se jmenovala vdova Ragotte nebo v pozdějších verzích Simone, přičemž tuto postavu vždy tančili muži.

### Originál od Jeana Daubervala

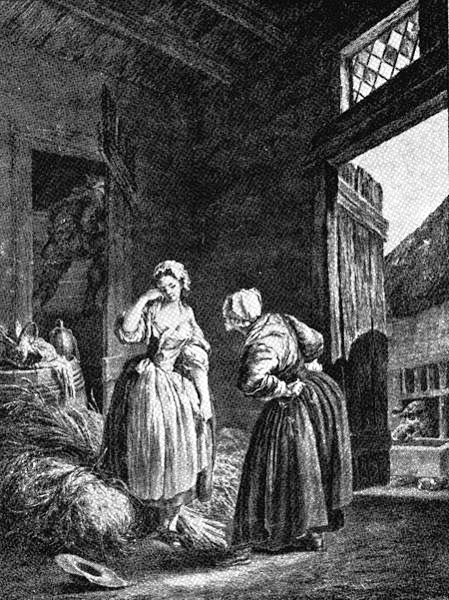
Rytina od Chauffarda z roku 1764, která měla inspirovat Doubervala k vytvoření baletu.

Balet měl premiéru 1. července 1789 v divadle Grand Théâtre v Bordeaux pod názvem Le Ballet de la paille, ou il n'est qu'un pas, du mal au bien („Balet o slámě aneb jen malý krůček je od zla k dobru"). Marie Madeleine Crespé (uměleckým jménem „Mlle Théodore, paní Dauberval") tančila jako Lise, Eugène Hus jako Colin a François Le Riche jako vdova Ragotte.
Autor a choreograf Jean Dauberval byl v té době baletním mistrem v Bordeaux. Hudba byla pasticciem skladeb z různých zdrojů (předehry, koncerty, houslová dua, sonáty, romance, barkaroly a opery).
Dauberval byl k vytvoření tohoto baletu inspirován obrazem Pierra-Antoina Baudouina, Matka kárá svou dceru. V pozadí je vidět její milenec, jak utíká po schodech do bezpečí podkroví. Podle jiné verze se inspiroval rytinou od Chauffarda (Pierre-Philippe Choffard) (1730-1809) vytvořenou podle Baudouinovy malby. V divadelním světě kolují různé legendy o původu námětu baletu. Existuje názor, že Jean Dauberval nepřišel se zápletkou baletu sám, ale kdysi se tento příběh v nějaké vesnici skutečně stal. Choreograf se vtipné příhodě zasmál a rozhodl se ji ztělesnit na jevišti..
La Fille mal gardée byl jedním z prvních baletů, ve kterém se na scénu dostal realistický děj a bohové ani mytologické bytosti už nehráli žádnou roli. Na scéně vystupují prostí lidé, již ne šlechtici, králové a bozi jako dosud, ale ještě ne nadpozemské bytosti jako v baletním romantismu první poloviny 19. století.
Revoluce jej na určitou dobu vyhnala z Francie, a tak její „zásluhou“ nastoupilo dílo nepřetržitou pouť po světových scénách, která přes jeho nejrůznější obměny trvá dodnes.
Po prvním představení v Bordeaux se druhé představení konalo 30. dubna 1791 v londýnském divadle Pantheon („King s Theatre Pantheon"), již s jeho současným názvem La Fille mal gardée. V následujících deseti letech se konala další představení téměř všude v Evropě, kromě Paříže. Tam se inscenace uváděla teprve v roce 1803 na Porte Saint-Martin, prvního Colina představoval Eugène Hus. Při svém putování Evropou dostal balet ještě další název, Marná opatrnost.

### Nejstarší inscenace v Čechách
V pražském Nosticově divadle se tato verze dávala ve dnech 3. až 10. října 1796.
Roku 1813 byla dávána v Praze.vídeňskýni tanečníky a v roce 1814 pak ve Stavovském divadle pod názvem Das übel gehütete Mädchen – Marná opatrnost a dále v roce 1819.
Vídenští sólisté předvedli balet v Praze roku 1836 pod názvem Lisa a Colin.

### Verze Aumer a Hérold, 1828/1837
Baletní mistr Jean-Pierre Aumer, Daubervalův žák, přivezl v roce 1828 do pařížské opery novou verzi La Fille mal gardée, pro kterou nechal původní hudbu upravit a doplnit Ferdinandem Héroldem. Pro pařížský debut Fanny Elssler jako Lise (1837) byla Héroldova partitura ještě doplněna novým pas de deux  složeným z jejích oblíbených melodií z Donizettiho opery Nápoj lásky, které pro ni zaranžoval a orchestroval hudební knihovník opery Aimé Leborne. V roce 1854 byl balet z pařížského repertoáru odstraněn a ve Francii upadl v zapomenutí.
V Rusku byla Aumerova a Héroldova verze poprvé uvedena ve Velkém divadle v Moskvě v roce 1845. Nastudoval ji baletní mistr Irakly Nikitin. Charles Didelot, který balet tančil v Londýně, jej v roce 1848 přinesl do Mariinského divadla v Petrohradu, opět s Fanny Elssler jako Lise.

### Taglioni a Hertel, 1864
V roce 1864 vytvořil Paul Taglioni novou verzi baletu pro Královskou operu v Berlíně s názvem Das schlecht bewachte Mädchen („Špatně střežená dívka") s novou hudbou od Petera Ludwiga Hertela. Premiéra byla 7. listopadu 1864.

### Petipa a Iwanow, 1885

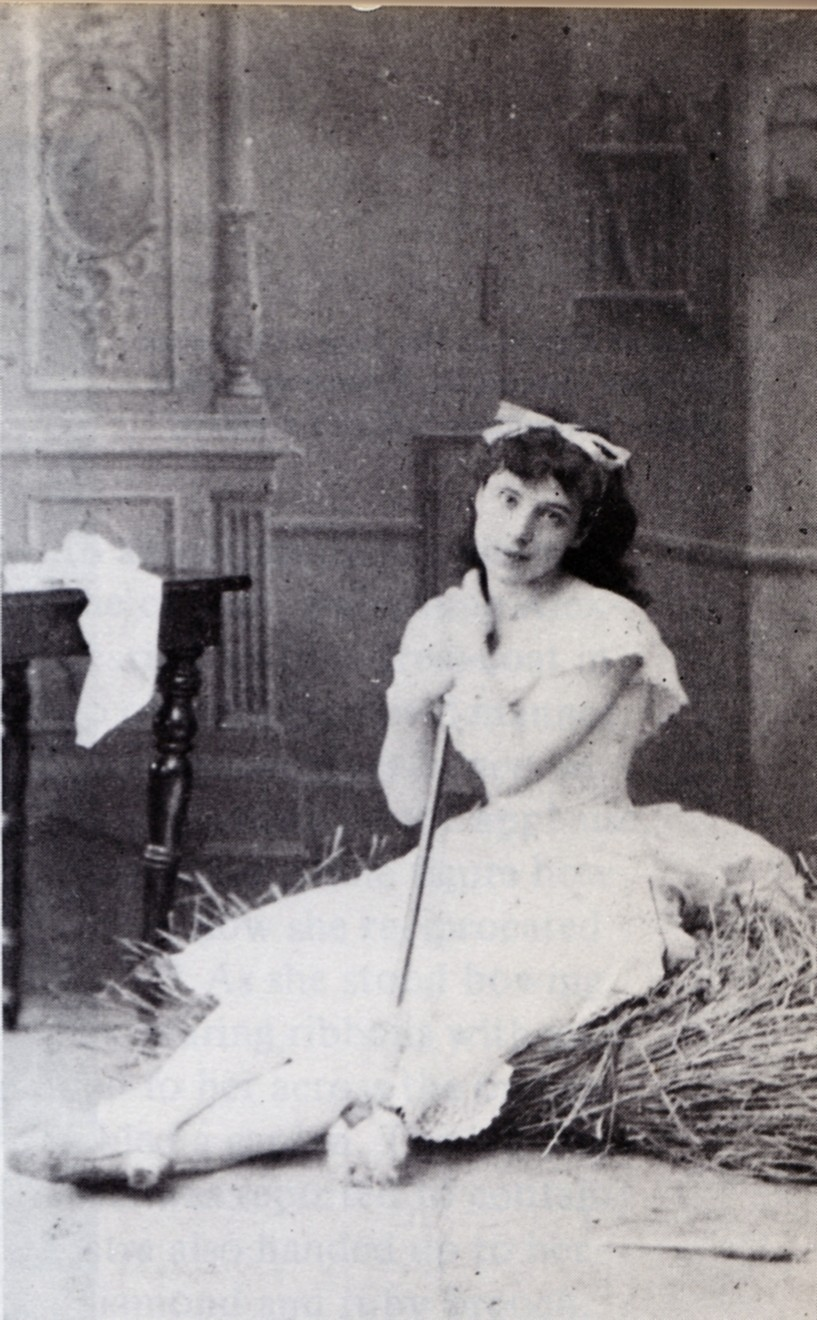
Virginia Zucchi jako Lise, Petrohrad 1885

Dílo mělo za asistence baletního mistra Lwa Ivanowa premiéru roce 1885 v Mariinském divadle v Petrohradu. Choreografie Marius Petipa, partitura Peter Ludwig Hertel a název La Précaution inutile („Marná opatrnost"). Hlavní roli měla proslulá italská baletka Virginia Zucchi a Colina představoval Pawel Gerdt.
Verze Petipy a Iwanowa byla mezi lety 1903 a 1906 zaznamenána ve Stepanovově notaci a je součástí Sergějevovy sbírky Harvardovy univerzity.

### Gorsky 1903 a jeho následovníci
Alexander Gorskij vydal v roce 1903 svou vlastní revizi verze Petipa–Ivanov La Fille mal gardée ve Velkém divadle v Moskvě. Obohatil Hertelovu partituru díly Riccarda Driga, Léa Delibese, Cesare Pugniho, Ludwiga Minkuse a Antona Rubinsteina. Většina představení 20. století v bývalém Sovětském svazu a také na Západě byla založena na této Gorského verzi.
Také Bronislava Nijinska se opírala o verzi Gorski-Petipa- Ivanov, když v roce 1940 přinesla toto dílo do baletního divadla v New Yorku.

### Frederick Ashton, verze 1960
Velmi populární se stala inscenace La Fille mal gardée sira Fredericka Ashtona, uvedená v Londýně roku 1960 s baletním souborem Royal Ballet. Ashton ve spolupráci s tanečním historikem Ivorem Guestem nechal od Johna Lanchberryho nově aranžovat hudbu Héroldovy verze. Použil také Hertelův dřevákový tanec a Donizettiho pas de deux z roku 1837.
V Česku měla tato verze premiéru v Jihočeském divadle 22.2.1991.

### Rekonstrukce původní verze, 1989
Ivo Cramér, švédský choreograf a specialista na balet 18. století, provedl na oslavu dvoustého výročí baletu a Francouzské revoluce v roce 1989 pro operu v Nantes rekonstrukci původní Daubervalovy verze. Opíral se přitom mimo jiné o dokumenty s dobovými popisy nalezené ve Stockholmu. Orchestraci hudby řídil Charles Farncombe a kostýmy a kulisy ve stylu konce 18. století vytvořil Dominique Delouche. Je o tom i film. Cramerova rekonstrukce cestovala s baletním souborem Ballet du Rhin z Mulhouse po Spojených státech v roce 1993.

### Rekonstrukce Petipovy verze, 2015
Rekonstrukci Petipovy a Iwanowovy verze provedl Sergej Vicharev (Сергей Геннадьевич Вихарев) se Státním baletem Jekatěrinburgu. Ta měla premiéru 15. května 2015.

### Další verze ve 20. a 21. století
Pro frankofonní svět to byl choreograf Joseph Lazzini, který v roce 1954 po sto letech oživil balet na jevišti v Lutychu a to ve verzi, kterou v roce 1962 v Marseille tančili Rosella Hightower a Rudolf Nurejev.
V roce 1981 přivedl balet La Fille mal gardée zpět do hlavního města Heinz Spoerli a to na přání Pařížské opery.
Další známé verze jsou:
- Londýn 1912 – Anna Pavlovová
- Monte Carlo 1947 – Alexandra Balašova
- Havanna 1952 – Alicia Alonso[15]
- Leningrad 1971 – Oleg Vnogradov
- 1972 – Dimitri Romanoff
- Divadlo ve městě Hagen 1993 – Richard Wherlock

### Pas de deux
Známým baletním číslem, které se hraje na mnoha galavečerech a soutěžích, je pas de deux z baletu La fille mal gardée. Není však od Petipy, jak se často předpokládá, ale původně je do baletu vložil Gorskij pro svou revizi z roku 1903. Dnes tančená verze pak pochází pravděpodobně z 30. let 20. století od Pyotra Guseva. Hudba je pasticciem skladeb několika skladatelů: úvodní adagio a mužská variace jsou ze Scène de Ballet od Alphonse Czibulky; hudbu k ženské variaci napsal Riccardo Drigo a složil ji v roce 1903 jako přílohu k baletu Lva Ivanova Tulipán z Haarlemu; závěrečná coda je galop od Johanna Armsheimera z Petipova malého baletu Le Halte de Cavalerie z roku 1896.

## Děj

### První obraz
Na selském dvoře. Marcelina by ráda provdala svou dceru Lise za Nicaise, syna mlynáře Michauda. Lise si však již vybrala Colina, farmáře ve službách její matky, a snaží se matčině vůli uniknout. Marcelina oběma v prosazování jejich plánů prostřednictvím práce brání a také zavolá Michauda, aby hru její dcery na schovávanou ukončil a pevně stanovil svatbu.

### Druhý obraz
Na poli. Lise a Colin uprchli, Marcelina je však najde. Přichází Michaud s celým doprovodem a oznamuje zásnuby. Přijde bouřka, Colin a Lise znovu na krátkou dobu uprchnou, ale jsou opět přivedeni zpět.

### Třetí obraz
V domě.  Marcelina drží doma zavřenou Lise. Colinovi se však pod ochranou ostatních farmářů podaří proklouznout dovnitř. Marcelina odchází do vesnice pro svatební šaty, které si má Lise vyzkoušet. Vrací se však dříve než se čekalo. Colin se s Lise schovají ve stodole. Přichází Michaud a notář. Marcelina nevědomky zamkne Lise, která se svatbě stále brání, s Colinem ve stodole. Tam jsou pak po vyřízení všech svatebních formalit objeveni zapletené do sena. Svatba propadla, Michaud odmítá splnit dohodu a Marceline nakonec souhlasí se sňatkem Lise a Colina.

### Čtvrtý obraz
Slaví se zasnoubení Lise a Colina – a na spadnutí je sňatek Marceliny s Michaudem.